# 라조기
라조기는 중국의 라쯔지에서 변형된 한국식 중국 음식이다. 토막 친 닭고기에 녹말을 묻혀 튀긴 다음, 고추, 파, 마늘, 생강 등과 볶다가 녹말을 푼 물을 넣어 만든다.

## 어원
국립국어원 표준국어대사전에 수록된 "라조기"의 어원은 중국어 "라자오지"(중국어 간체자: 辣椒鸡, 정체자: 辣椒雞, 병음: làjiāojī)이지만, 중국어권에서 라조기는 보통 라쯔지(중국어 간체자: 辣子鸡, 정체자: 辣子雞, 병음: làzijī)라 불린다. "라자오"와 "라쯔" 모두 "고추"를 뜻한다. "닭"을 뜻하는 한자인 "계(鷄)"의 표준 중국어 발음은 "지"이지만, 한국에 건너온 화교 중 다수가 사용했던 산둥 방언에서는 그 소리가 "기"에 가깝다.

## 같이 보기
- 깐풍기